# Goascorán
Goascorán est un village du Honduras, situé dans le département de Valle.